# Bob Esponja: la película (videojuego)
Bob Esponja: La Película es un videojuego de acción-aventura basado en el filme de Bob Esponja: La Película que es un complemento de Bob Esponja. Fue creado en el mismo motor y creadores de SpongeBob SquarePants: Battle for Bikini Bottom.

## Argumento
La trama del videojuego es muy similar a la película. La corona del Rey Neptuno ha sido robada por Plankton y Bob Esponja y Patricio debe recuperar desde donde Plancton la vendió a: ciudad almeja. A las pocas áreas en el juego no se ven en la película, tales como el nivel de "unidad de la Knucklehead-McSpazatron", donde Bob Esponja y Patricio deben conducir a través de Planktopolis para llegar al Crustáceo Crujiente, y donde Bob Esponja y Patricio deben escapar Gooberland (sus sueños), siguiendo el Goober Goofy en el Patty Wagon. Y después otra vez para el , Crustáceo Crujiente 2 en el Patty Wagon (que requiere varias fichas Goober para recuperarlo, ya que es en su realidad, no sus sueños).

## Gameplay
Versiones de consola - Como se ha mencionado, el juego es similar a  Battle for Bikini Bottom. Hay 18 niveles en el juego que hay que seguir la línea argumental de la película.
Versiones para PC - El modo de juego es similar a la de Employee of the Month. El juego consta de 8 capítulos.
Versión para Game Boy Advance - Hay 6 mundos a través de los avances más numerosos niveles de bonificación.

## Niveles
- ¡No tenía queso!
- Estoy listo... para la depresión
- Viaje en el sandwich 101
- Tres mil millas a Concha City
- Camino resbaloso en la bañera
- Caza del bebé
- No se estacione ningún pequeñin
- I'll let you pet Mr. Whiskers
- Deslizamiento rocoso
- Un hombre soy
- Concha City, muerte segura
- Mi nombre es Dennis
- Viaje Sundae
- Ojos falsos y porquerías malolientes
- Dennis ataca de nuevo
- Bienvenidos a Planktopolis, esclavos
- Unidad de la Knucklehead-McSpazatron
- Voltea las cosas sobre Plankton

## Premios
- Platinum Hits para Xbox
- Player's Choice para la versión Nintendo GameCube.
- Greatest Hits para la versión de PlayStation 2.